# Premio Amanda 1995
La XI edizione del premio cinematografico norvegese premio Amanda (Amanda Awards in inglese) si tenne nel 1995.

## Vincitori
- Miglior film - Eggs
- Miglior attore - Sverre Hansen e Kjell Stormoen per Eggs
- Miglior attrice - Anneke von der Lippe per Over stork og stein
- Miglior cortometraggio - Dypets ensomhet
- Miglior documentario - Mørketid
- Miglior film nordico - Höst i paradiset - Glädjekällan 2
- Miglior film straniero - Forrest Gump
- Premio onorario - Ivo Caprino e Bjarne Sandemose